# Vittorino Era
Vittorino Era (Illorai, 30 settembre 1891 – Ciasò, 4 aprile 1937) è stato un militare italiano, decorato di medaglia d'oro al valor militare alla memoria nel corso delle operazioni belliche in Africa Orientale Italiana.

## Biografia
Nacque a Illorai, in provincia di Sassari, il 30 settembre 1891, figlio di Natale e Maria Giuseppa Puddu. Chiamato a prestare servizio militare nel Regio Esercito il 25 ottobre 1911, fu assegnato al 40º Reggimento fanteria, prendendo poi parte alle operazioni belliche in Libia dal gennaio 1913 al dicembre 1916, raggiungendo il grado di sergente maggiore. Rientrato in Italia, fu nominato aspirante ufficiale di complemento nel gennaio 1917, assegnato in servizio al 28º Reggimento fanteria in zona di operazioni. Nel maggio dello stesso anno fu promosso sottotenente e poco tempo dopo tenente. Nel 1918 fu trasferito al Regio Corpo Truppe Coloniali dell'Eritrea e nel giugno 1921 ritornò in Libia con l'VIII Battaglione eritreo, rimanendovi tre anni e prendendo parte alle operazioni di riconquista della Colonia. Rientrato in Italia, il 31 maggio 1924 fu assegnato al 35º Reggimento fanteria e, nel gennaio 1925, promosso capitano, trasferito al 43º Reggimento fanteria. Ritornato in servizio nel Regio Corpo Truppe Coloniali della Libia dal 28 marzo 1936, si imbarcò a Tobruk con la XI Brigata coloniale l'8 ottobre dello stesso anno, sbarcando a Massaua una settimana dopo.  Cadde in combattimento a Ciasò, durante le operazioni di contrasto alla guerriglia etiope, il 4 aprile 1937. Per onorarne il coraggio fu decretata la concessione della medaglia d'oro al valor militare alla memoria. Una via di Illorai, una di Sassari e una di Genova portano il suo nome.

### Fonti
1. 1 2 3 4 5 6 7 8 9 10 11  Combattenti Liberazione.
2. ↑  Medaglie d'oro al valor militare sul sito della Presidenza della Repubblica
3. ↑  Registrato alla Corte dei conti lì 2 marzo 1938,  registro n.23 Africa Italiana, foglio n.132.